# Canthidium onthophagoides
Canthidium onthophagoides là một loài bọ cánh cứng trong họ Bọ hung (Scarabaeidae).